# Galium normanii
Galium normanii là một loài thực vật có hoa trong họ Thiến thảo. Loài này được Dahl mô tả khoa học đầu tiên năm 1914.